# 1720
1720 (MDCCXX) var ett skottår som började en måndag i den gregorianska kalendern och ett skottår som började en fredag i den julianska kalendern.

## Händelser

### Januari
- 21 januari – Fred sluts mellan Sverige och Preussen i Stockholm, varvid Vorpommern öster om floden Peene, städerna Stettin, Gollnow och Damm samt öarna Usedom och Wollin avträds.

### Februari
- 29 februari – Ulrika Eleonora abdikerar från den svenska tronen till förmån för sin gemål Fredrik, som blir kung tre veckor senare.

### Mars
- 24 mars – Ulrika Eleonoras make Fredrik av Hessen–Kassel väljs till kung av Sverige under namnet Fredrik I.

### April
- 22 april – Arvid Horn väljs till ny svensk kanslipresident.

### Maj
- 2 maj – Arvid Horn godtar ännu en svensk regeringsform som ytterligare minskar monarkens makt. Regeringsformen innebär att den styrande makten tillfaller rådet, vars medlemmar är 16, där kungen har två röster.
- 3 maj – Fredrik I kröns efter att ha godkänt den nya svenska regeringsformen.

### Juni
- 3 juni – Fred sluts mellan Sverige och Danmark i Stockholm utan landavträdelser. Sverige tvingas dock avstå från tullfriheten i Öresund.[1]
- 27 juni – En ny svensk skråordning antas, vilken är kulmen på utvecklingen av ett enhetligt skråsystem för hela riket, där hantverk i princip är förbehållet städerna.

### Juli
- 3 juli – Freden mellan Sverige och Danmark bekräftas genom Freden i Frederiksborg.
- 27 juli – Svenskarna besegrar ryssarna i sjöslaget i Ledsund.

### Oktober
- 16 oktober – Generalguvernör greve Gustav Otto Douglas bortför biskop Henriks reliker från Åbo domkyrka.

### Okänt datum
- Loka brunn öppnas som kurort.
- Stora pesten i Marseilles blir Europas sista stora utbrott av böldpest.

## Födda
- 30 januari – Charles De Geer, svensk baron.
- 11 maj – Baron von Münchhausen, tysk officer och anekdotberättare.
- 24 juli – Lovisa Ulrika av Preussen, drottning av Sverige 1751–1771, gift med Adolf Fredrik.
- 8 augusti – Carl Fredrik Pechlin, svensk militär och politiker.
- 12 augusti – Conrad Ekhof, tysk skådespelare.
- 4 oktober – Giovanni Battista Piranesi, italiensk konstnär, gravör och arkitekt.
- Madeleine de Puisieux, fransk författare och feminist.
- Geneviève Thiroux d'Arconville, fransk kemist, författare och översättare.

## Avlidna
- 3 augusti – Anthonie Heinsius, nederländsk statsman.
- 17 augusti – Anne Dacier, fransk filolog.
- 29 december – Maria Margarethe Kirch, tysk astronom.

### Fotnoter
1. ↑  Historiesajten - Freden i Stockholm 1720